# Centre Autonomista de Mallorca
Centre Autonomista de Mallorca fou una entitat política formada el maig del 1930 per un grup d'intel·lectuals de dreta vinculats a l'Associació per la Cultura de Mallorca i encapçalats per Antoni Salvà i Ripoll, que reedità el periòdic La Veu de Mallorca. El gener de 1931 s'uní amb el Centre Regionalista de Mallorca per a fundar el Partit Regionalista de Mallorca.